# Zbiór archiwalny
Zbiór archiwalny - zbiór materiałów archiwalnych, zgromadzony przez urzędy, instytucje, osoby fizyczne itp., przy uwzględnieniu pewnych kryteriów doboru i w określonym celu (np. zbiór dokumentów do dziejów miasta, osoby itp.). W przeciwieństwie do zespołu archiwalnego zbiór archiwalny składa się z materiałów celowo kolekcjonowanych i niebędących rezultatem statutowej działalności danego urzędu czy instytucji. 
Zbiory archiwalne tworzone są przez archiwa, które umieszczają w nich pojedyncze dokumenty lub jednostki archiwalne o nieokreślonej przynależności do zespołu, pochodzące z darów, zakupu lub innych, przygodnych źródeł pozyskania materiałów archiwalnych.